# Francisco Martínez Vázquez
Francisco Martínez Vázquez, né le 27 mai 1975, est un homme politique espagnol membre du Parti populaire (PP).
Il est élu député de la circonscription de Madrid lors des élections générales de juin 2016.

## Biographie

### Vie privée
Il est marié et père de trois enfants.

### Profession
Il est licencié en droit et en sciences économiques et entrepreneuriales. Il a été membre des services juridiques des Cortes Generales.

### Carrière politique
Il a été directeur de cabinet du ministre de l'Intérieur et secrétaire d'État chargé de la Sécurité.
Le 26 juin 2016, il est élu député pour Madrid au Congrès des députés.

## Controverse
Lors de son passage au gouvernement, il fait financer à hauteur de 500 000 euros d'argent public l'opération Kitchen, qui consistait à faire espionner l'ancien trésorier du PP, Luis Bárcenas, et à rechercher et détruire les preuves impliquant la direction du PP dans une affaire de financement illégal du parti.